# 后晋灭后唐之战
后晋灭后唐之战，五代后唐清泰三年（936年）五月至闰十一月，河东节度使石敬瑭借助契丹国力量灭亡后唐的战争。
934年，潞王李从珂即帝位，是为唐末帝。河东节度使石敬瑭与李从珂素来不合。936年五月，李从珂恐石敬瑭联合契丹谋反，命其改镇郓州（今山东省东平县西北），石敬瑭拒命，起兵晋阳（今太原市南晋源区）反唐。唐末帝即以武宁节度使张敬达为太原四面兵马都部署、知太原行府事，率代州（山西省代县）、义武（今河北省定州市）、河阳（今河南省孟州市）等镇兵六万征讨晋阳。五月二十日，抵达晋安寨（今太原晋祠南）立营，于晋阳城西北依山列阵，企图长久围困，待机破城。
石敬瑭遣使赴契丹，以父礼事契丹皇帝耶律德光，乞求救兵。约定事成后卢龙一道及雁门关以北诸州（即燕云十六州，今北京至山西大同市），得耶律德光应许。八月，唐末帝听说契丹答应增援石敬瑭，督张敬达急攻。石敬瑭以城坚粮足，关城不出，固守待援。九月，耶律德光率骑兵五万，号称三十万自代州南扬武谷南下，长驱直入，径抵晋阳附近之虎北口。以诱敌入伏之策，将主力埋伏在汾水弯曲处，派遣轻骑三千向后军挑战，假装败退。张敬达等率步骑追击，至汾曲步兵涉水沿着北岸前进，中伏大败，损师近万人，骑兵随同张敬达退保晋安寨。契丹军乘胜推进至柳林（今太原东南），与石敬瑭会师于晋安寨南，掘堑筑垒，将张敬达五万兵围困于寨中。
末帝闻讯，急令彰圣都指挥使符彦饶率军屯河阳，天雄军节度使范延光率军前往榆次（治今山西榆次），卢龙节度使赵德钧率军出代州，耀州防御使潘环率兵出慈州（治吉昌县，今山西吉县）、隰州（治隰川县，今山西隰县），末帝自率亲军三万从洛阳北上，共救张敬达军。九月二十三日，唐末帝至河阳，命枢密使、随驾诸军都部署赵延寿率兵二万前去潞州（治上党县，今山西省长治市）督战。随后，命赵德钧为诸道行营都统，以赵延寿、范延光为河东道南面、东南面行营招讨使，合解晋安寨之围。十一月初六，赵延寿引兵至西汤（今山西沁县西北西汤镇）与其父赵德钧会合，父子计划自立，进至团柏谷（今山西祁县东南），按兵不进。
十一月十二日，耶律德光册立石敬瑭为大晋皇帝。闰十一月，晋安寨已被围困数月，粮断援绝，多次突围未果，军心浮动，招讨使杨光远杀张敬达投降。石敬瑭与耶律德光挥兵南下，闰十一月十二日至团柏谷。后唐援军未战先逃，自相踩踏，死伤万计，逃到潞州，后晋与契丹军追上，赵德钧父子降契丹。耶律德光留主力驻潞州，派高模翰率五千骑兵护卫石敬瑭南下，至河阳，在降将接应下渡过黄河。唐末帝退回洛阳自焚。石敬瑭入洛阳，建立后晋取代后唐。